# Chmielówka (rejon włodzimierski)
Chmielówka (ukr. Хмелівка) – wieś na Ukrainie na terenie rejonu włodzimierskiego w obwodzie wołyńskim, liczy 485 mieszkańców.